# David Fels-Zollikofer
David Fels-Zollikofer (* 17. Oktober 1719 in St. Gallen; † 25. Mai 1794 ebenda) war ein Schweizer evangelischer Geistlicher.

## Leben

### Familie
David Fels-Zollikofer war der Sohn von Peter VII. Fels (* 4. November 1673 in St. Gallen; † 2. Juni 1752 ebenda), Kaufmann und dessen Ehefrau Regina (* 25. April 1683 in St. Gallen; † 27. Februar 1752 ebenda), Tochter von Ruprecht Schlumpf (1634–1692).
Er war seit 1745 mit Susanna (* 24. Februar 1717 in St. Gallen; † 30. März 1787 ebenda), Tochter des Pfarrers Johannes Zollikofer (1683–1741), verheiratet; die Hochzeit fand im Gesellschaftshaus der Gesellschaft zum Notenstein statt. Gemeinsam hatten sie acht Kinder.

### Werdegang
Bis 1731 erhielt David Fels-Zollikofer Unterricht in der Privatschule von Diakon Jakob Hofmann und trat dann in die seit 1713 bestehende Theologische Fakultät in St. Gallen ein, dort hörte er die Vorlesungen bei Bartholome Wegelin (1683–1750), der Latein, Griechisch, Hebräisch, Chaldäisch, Geschichte, Geographie und Theologie lehrte; die Vorlesungen fanden in dessen Wohnung statt. Bei Dr. Daniel Cornelius Zollikofer (1696–1767) hörte er Philosophie, und er fertigte in dieser Zeit viele Exzerpte von Predigten und predigte schon als Student.
Am 1. Dezember 1741 legte er sein Examen beim Dekan Jakob Zollikofer ab, bestand dieses nach einer Probepredigt über Mal. 3.1 und wurde 1742 in die Synode aufgenommen. Sein Vikariat machte er innerhalb eines Jahres bei Pfarrer Hans Caspar Sulzberger (1695–1771) in Kurzdorf bei Frauenfeld und wurde 1745 Prodiakon in St. Gallen.
Nachdem er 1746 Präzeptor der deutschen Klasse am städtischen Gymnasium in St. Gallen geworden war, unterrichtete er bis zur Schulreform 1753 für 25 Jahre die oberste deutsche Klasse; in dieser Zeit wurde er 1772 zum Rektor des Gymnasiums gewählt und blieb bis 1778 in diesem Amt. In seine Amtszeit fiel auch die Aufhebung der Züchtigung ungehorsamer Schüler vor der ganzen Klasse.
1778 erfolgte seine Ernennung zum fünften, einen Monat später zum vierten und im folgenden Jahr zum zweiten Stadtpfarrer von St. Gallen; dazu wählte ihn der Konvent zum Vizedekan und Rechnungsführer des Kapitels, bis er am 16. Januar 1783 zum Dekan des Kapitels und damit zum ersten Pfarrer und Hauptprediger der Kirche St. Laurenzen, gewählt wurde. Als Präsident leitete er die Synode und stellte den Kontakt mit den protestantischen Kantonen für gemeinsame Unternehmungen her.
1783 wurde er Präsident des weltlichen Witwen- und Waisensäckels der Stadt.

### Berufliches und Geistliches Wirken
David Fels-Zollikofer war ein überzeugter Anhänger des Pietismus und las bevorzugt die Schriften von Johann Caspar Lavater, den er 1775 in St. Gallen kennengelernt hatte, sowie von Johann Joachim Spalding, Johann August Nösselt, Johann Friedrich Wilhelm Jerusalem und Sebastian Friedrich Trescho.
Er übersetzte 1751 aus dem Holländischen Lambrecht Mijseras. Anmerkungen eines Christen auf dem Himmelswege samt beygefügten Nutzanwendungen und 1782 aus dem Englischen Thomas Wilcoks: Köstlicher Honig-Tropfen aus dem Felsen Christo, oder ein kurzes Wort der Ermahnung an alle Heilige und Sünder, zu dem er als Herausgeber auch ein Nachwort schrieb. Von 1791 bis 1793 erstellte er eine handschriftliche Kopie von Johannes Kesslers Sabbata.
Er verwaltete und verbesserte die von Joachim Vadian gegründete und seit 1769 geöffnete Stadtbibliothek (heute: Stiftsbibliothek St. Gallen) und wurde 1783 deren Inspektor; von 1769 bis 1778 gingen 400 neue Bände ein. 1781 erhielt der Kirchenhistoriker Johann Jakob Simmler auf Ersuchen von David Fels-Zollikofer und Dr. med. David Christoph Schobinger (1726–1792) leihweise die Briefe von Huldrych Zwingli, Johannes Calvin und Martin Luther an Joachim Vadian.

## Schriften (Auswahl)
- Lambrecht Mijseras. Anmerkungen eines Christen auf dem Himmelswege samt beygefügten Nutzanwendungen. St. Gallen 1751.
- Gedanken von dem Nutzen, den wir nach den guten Absichten Gottes aus den jetzigen Trübsalen erlangen können. St. Gallen 1772.
- Thomas Wilcox; David Fels-Zollikofer: Köstlicher Honig-Tropfen aus dem Felsen Christo, oder ein kurzes Wort der Ermahnung an alle Heilige und Sünder. St. Gallen 1782.